# Cmentarz wojenny w Węglówce
Cmentarz wojenny w Węglówce – cmentarz z I wojny światowej położony na terenie miejscowości Węglówka, w gminie Korczyna, w powiecie krośnieńskim, w województwie podkarpackim.

## Opis
Niewielki cmentarz znajduje się w trudno dostępnym terenie, w lesie, na tzw. „Tajwanie”. Nie zachowało się pierwotne urządzenie cmentarza, jedynie pozostałości dwunastu mogił zbiorowych w formie ziemnych wałów. Do 2004 miejsce cmentarza było znane nielicznym. W 2004 część cmentarza symbolicznie otoczono ogrodzeniem z drewnianych żerdzi. Wewnątrz ustawiono głaz oraz charakterystyczny drewniany krzyż z metalową tablicą inskrypcyjną.
W 2016 dzięki zaangażowaniu Stowarzyszenia Eksploracyjno–Historycznego „Galicja” przeprowadzono badania georadarowe i na ich podstawie ustalono granice cmentarza. Badania wykonała dr Bernadetta Rajchel ze studentami z koła naukowego „Granit”. W 2018 przeprowadzono kompleksowy remont cmentarza wykonany przez gminę Korczyna we współpracy ze wspomnianym stowarzyszeniem „Galicja”. W centrum ustawiono głaz z tablicą z inskrypcją o następującej treści:

CMENTARZ WOJENNY 1914–1915
ŚWIATŁO I SZUM LASU GRAJĄ NAD TYM GROBEM
ŚMIERTELNEJ CISZY PRZYSŁUCHUJĄ SIĘ

MIŁOSIERNE GWIAZDY BOŻE

oraz dwa drewniane krzyże, w tym prawosławny. Krzyże zamontowane na cmentarzu wzorowane są na oryginalnych krzyżach projektu Duszana Jurkovica z cmentarza wojennego nr 9 w Łysej Górze. Obok centralnego kamienia, zamontowano znicze i wazony na kwiaty wykonane ze stali, piaskowca oraz skorup carskich szrapneli kal. 76,2 mm. Pomysłem architekta Marka Gransickiego było umieszczenie w obrębie cmentarza łamanych linii, symbolizujących okopy stojących naprzeciw siebie wrogich armii. Granice zewnętrzne cmentarza oznaczono obramowaniem z kamieni.
Na cmentarzu spoczywają żołnierze wszystkich armii, którzy polegli w tej okolicy, podczas walk w grudniu 1914 oraz w maju 1915.

## Galeria

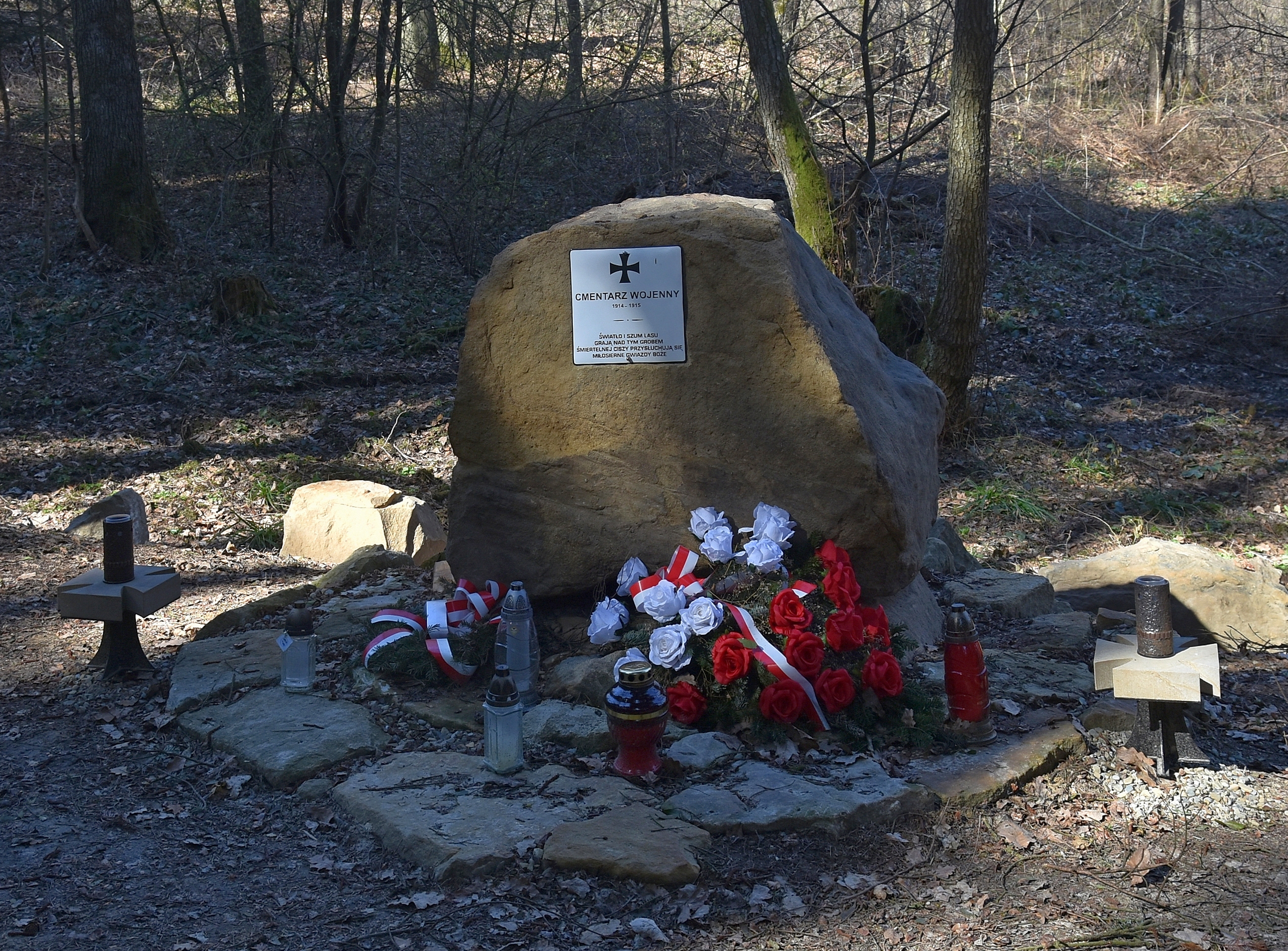
Głaz z tablicą
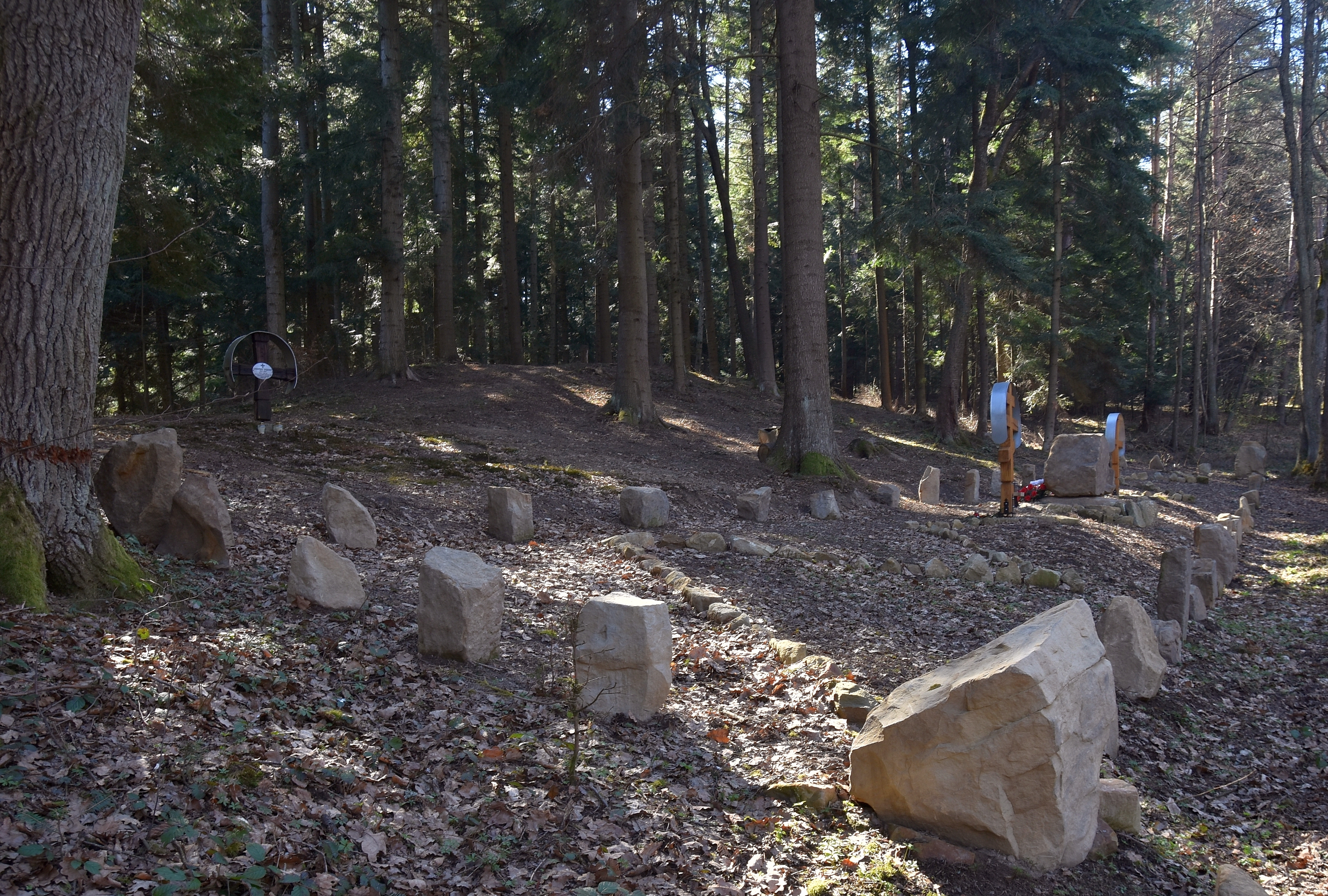
Widok ogólny
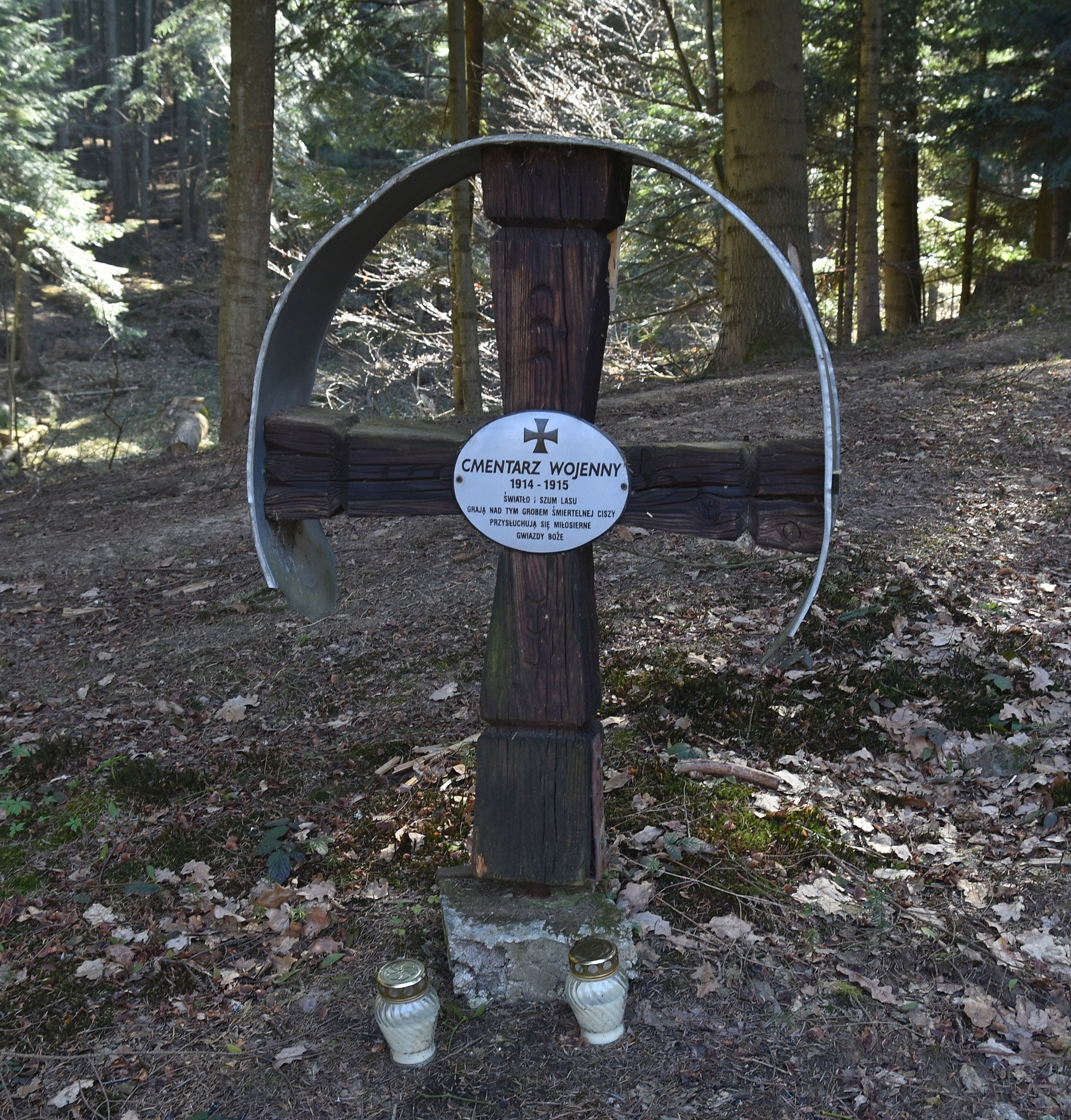
Krzyż z inskrypcją z 2004